# Stipa stipoides
Stipa stipoides là một loài thực vật có hoa trong họ Hòa thảo. Loài này được (Hook.f) Veldkamp miêu tả khoa học đầu tiên năm 1974.